# Nevadocoris
Nevadocoris is een geslacht van wantsen uit de familie van de Miridae (Blindwantsen). Het geslacht werd voor het eerst wetenschappelijk beschreven door Knight in 1968.

## Soorten
Het genus bevat de volgende soorten:

- Nevadocoris becki Knight, 1968
- Nevadocoris bullatus Knight, 1968
- Nevadocoris lattini Schuh, 2008
- Nevadocoris pallidus Knight, 1968
- Nevadocoris tetradymii Schuh, 2008